# Centaurea ornata
Centaurea ornata — вид рослин із родини айстрових (Asteraceae), ендемік Піренейського півострова.

## Таксономія

### Етимологія
Видова назва ornata від лат. ornātus — «прикрашений».

### Підвиди
Розрізняють 2 підвиди:
- Centaurea ornata subsp. interrupta (Hoffmanns. & Link) Franco
- Centaurea ornata subsp. ornata

### Синоніми
Синоніми: Acosta coerulescens (Willd.) Holub, Acrocentron ornatum Webb, Centaurea caerulescens Willd., Centaurea galianoi Fern.Casas & Susanna, Colymbada ornata (Willd.) Holub

## Біоморфологічна характеристика
Рослина запушена, 30–80 см заввишки. Листки перервано 2-перисті чи 2-перисторозсічені з кінцевими фрагментами як бічними чи трохи ширшими. Квіткові голови 4–5 см ушир (без придатків). Приквітки з солом'яного кольору придатками. Ципсели солом'яного кольору з папусами 8–12 мм. Квіточки блідо-жовті. 

## Середовище проживання
Це ендемік Піренейського півострова (Іспанія та Португалія).
Населяє луки, пасовища та вирубки лісів. Росте в сухих місцях і на кислих субстратах.

## Використання
Рослина має місцеве трав'яне медичне використання.

## Галерея

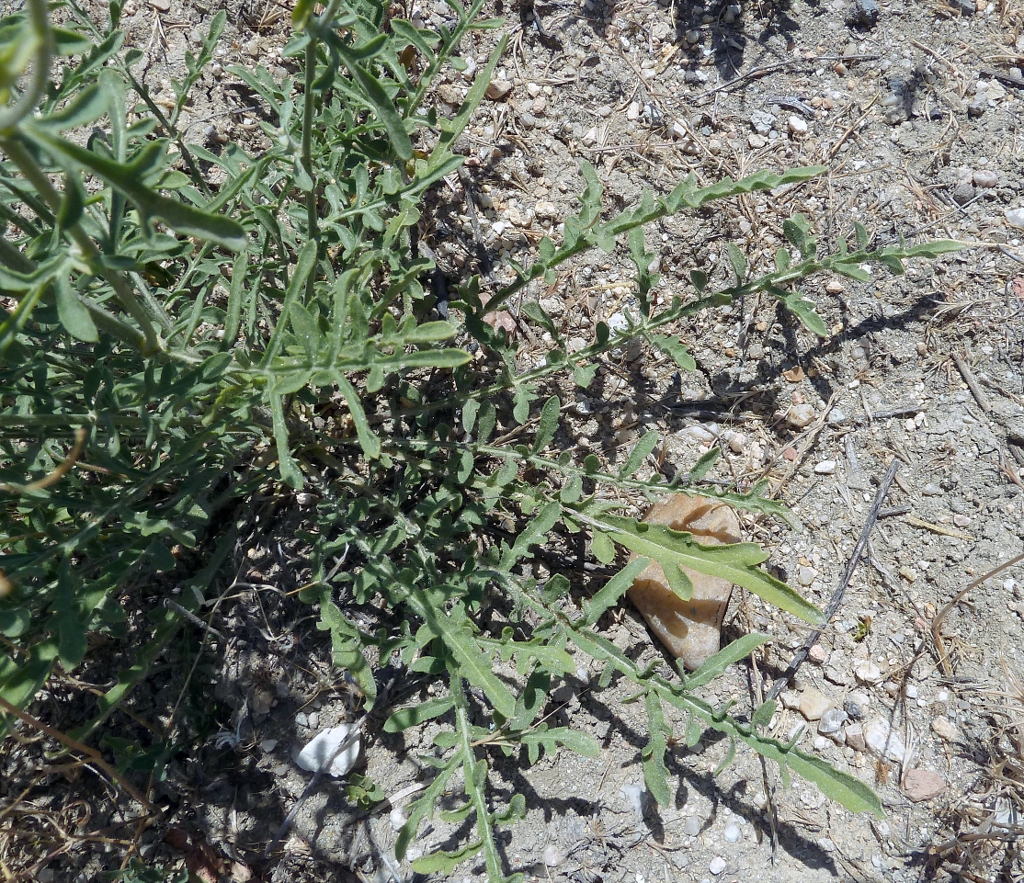
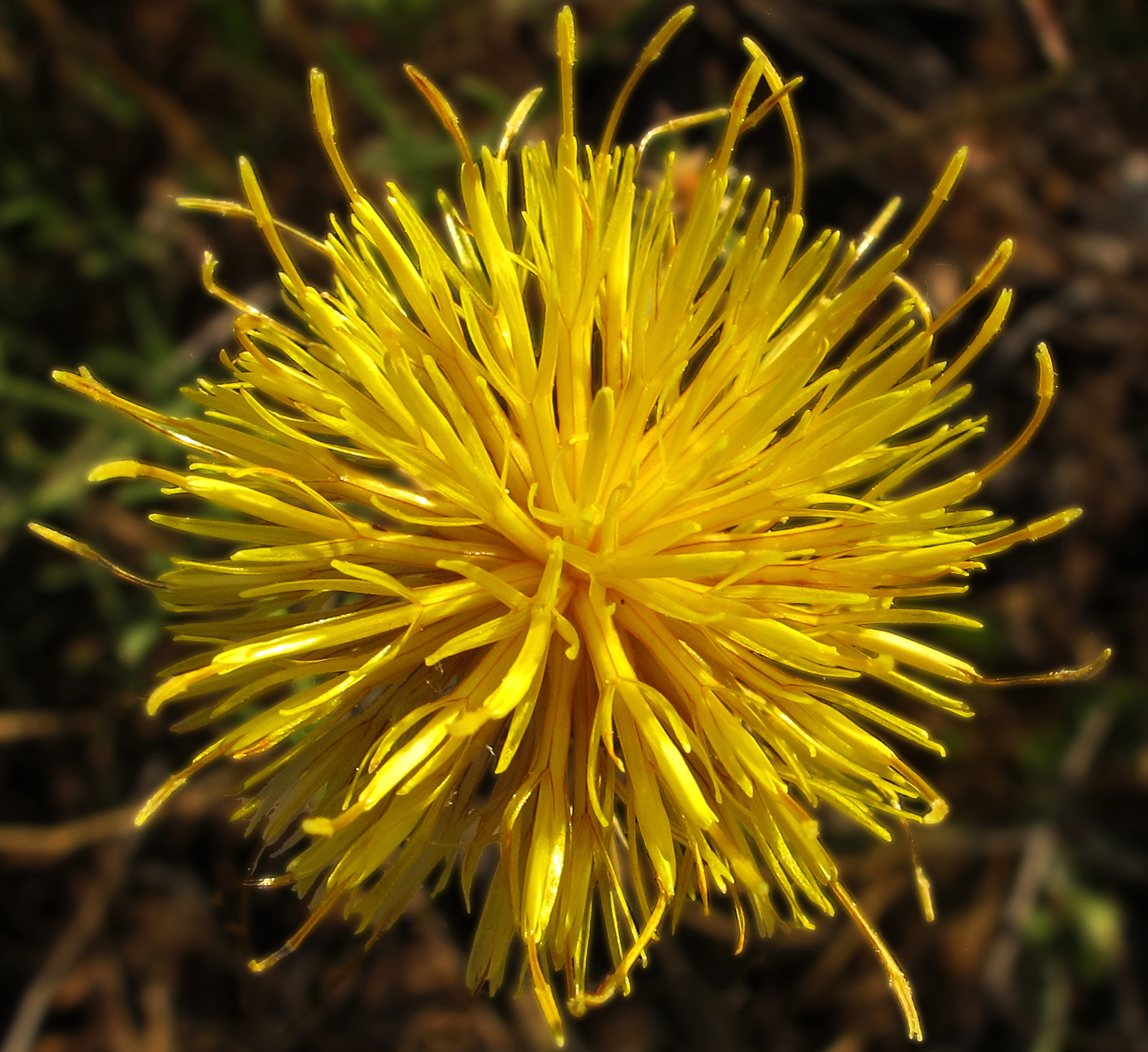
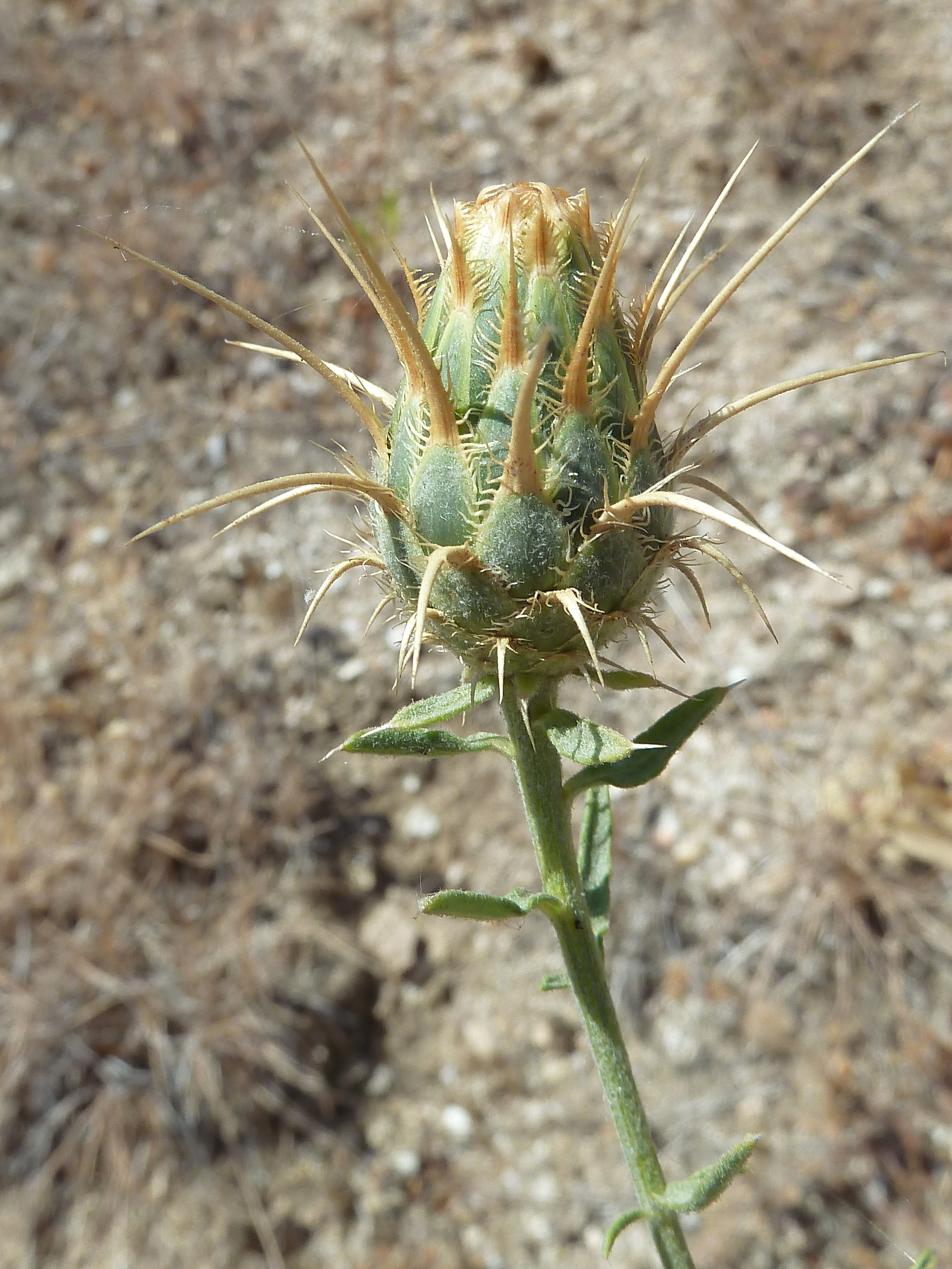
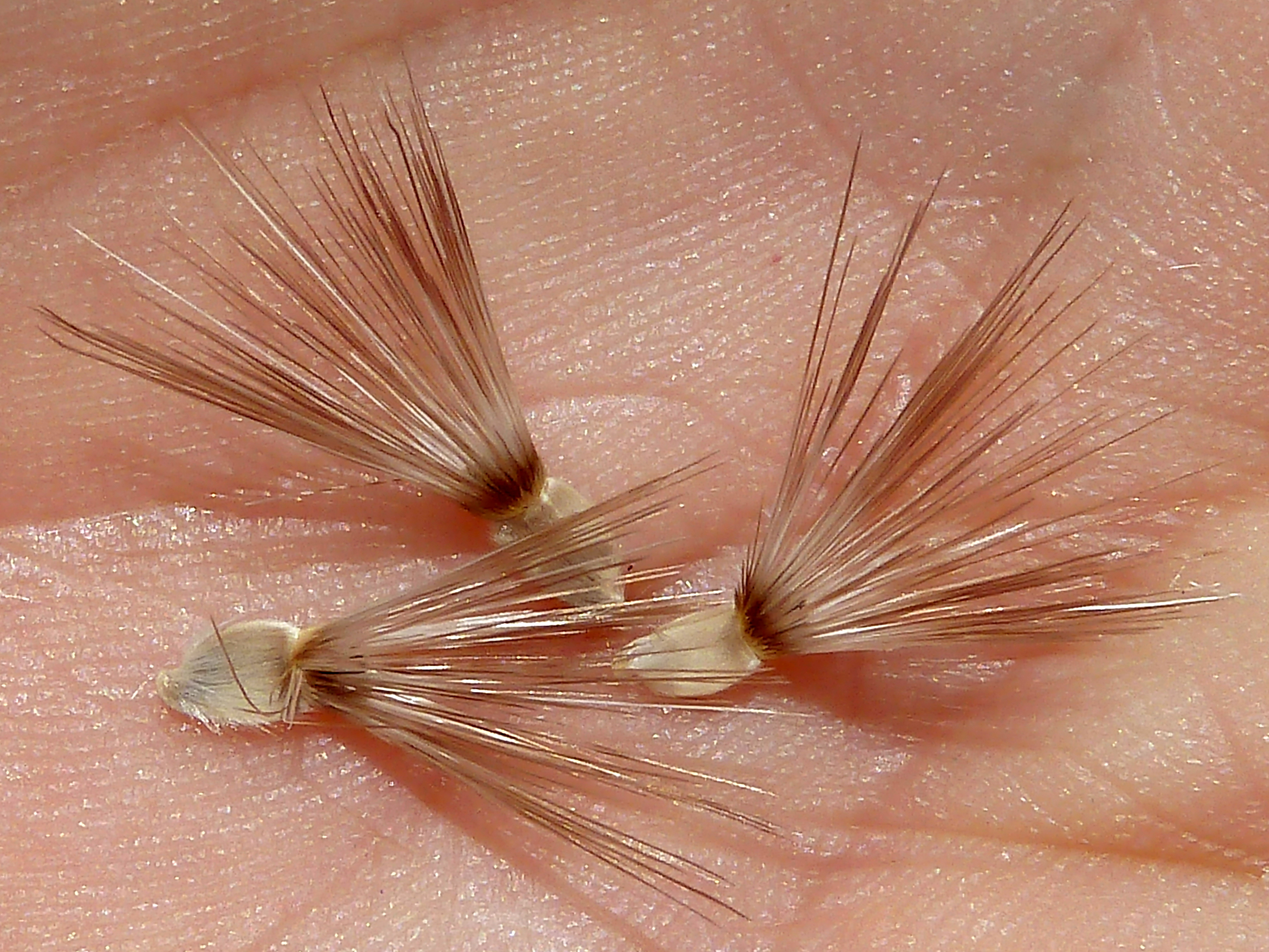